# We Were Here Forever
We Were Here Forever — кооперативная компьютерная игра в жанре головоломки, разработанная и изданная нидерландской инди-студией Total Mayhem Games. Релиз состоялся 10 мая 2022 года на Windows и 31 января 2023 на PlayStation 5, PlayStation 4, Xbox One и Xbox Series X/S. Является сиквелом We Were Here Together (2019).

## Игровой процесс
В отличие от обычного игрового процесса предыдущих игр серии, игроки проводят часть игры вместе в одной и той же области, где они оба могут посещать одни и те же места. В игре появились новые локации, головоломки и улучшенный интерфейс.

## Разработка и выпуск
We Were Here Together анонсировали 10 марта 2021 года выложил трейлер и раскрыв системные требования для игры. В октябре того же года разработчики выложили тизер-трейлер игру сообщив что в скором времени начнётся регистрация на закрытие бета-тестирование игры. В марте 2022 года Total Mayhem Games назначили дату выпуска проекта на 10 мая 2022 года. 5 мая был выпущен релизный трейлер игры. 10 мая 2022 года состоялся релиз игры на Windows. 10 ноября 2022 разработчики сообщили что игра появится на консолях в январе 2023 года. 31 января 2023 состоялся релиз игры на PlayStation 5, PlayStation 4, Xbox One и Xbox Series X/S.

## Отзывы критиков
| Сводный рейтинг    | Сводный рейтинг           |
| Агрегатор          | Оценка                    |
| ------------------ | ------------------------- |
| Metacritic         | (PC) 77/100 (XSXS) 81/100 |
| OpenCritic         | 74/100                    |
| Иноязычные издания |                           |
| Издание            | Оценка                    |
| IGN                | 8/10                      |

We Were Here Forever получила положительные отзывы, согласно агрегатору рецензий Metacritic.
Митчелл Зальцман из IGN в своём вердикте высказался что «миру нужно больше таких игр как We Were Here Forever».